# Castelo de Ayton

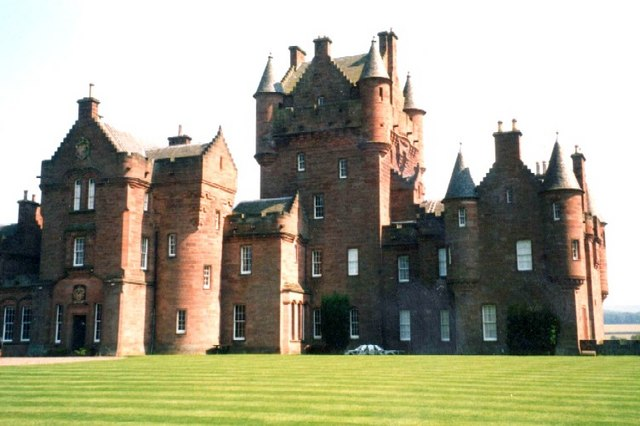
Castelo Ayton, Escócia.

O Castelo Ayton (em língua inglesa Ayton Castle) é um castelo localizado em Ayton, Scottish Borders, Escócia.

## História
O castelo original parece ter sido construído por um normando chamado De Vescie.
Foi destruído pelos ingleses em 1448, foi considerado uma das melhores fortalezas existentes entre Berwick e Edimburgo, quando foi novamente tomado pelos ingleses sob o comando do Conde de Surrey em 1498, após um longo cerco.
O atual castelo é um bom exemplo de mansão baronial escocesa, construído pelo arquiteto James Gillespie Graham, em 1851.
Encontra-se classificado na categoria "A" do "listed building" desde 9 de junho de 1971.